# Nauwieser 19

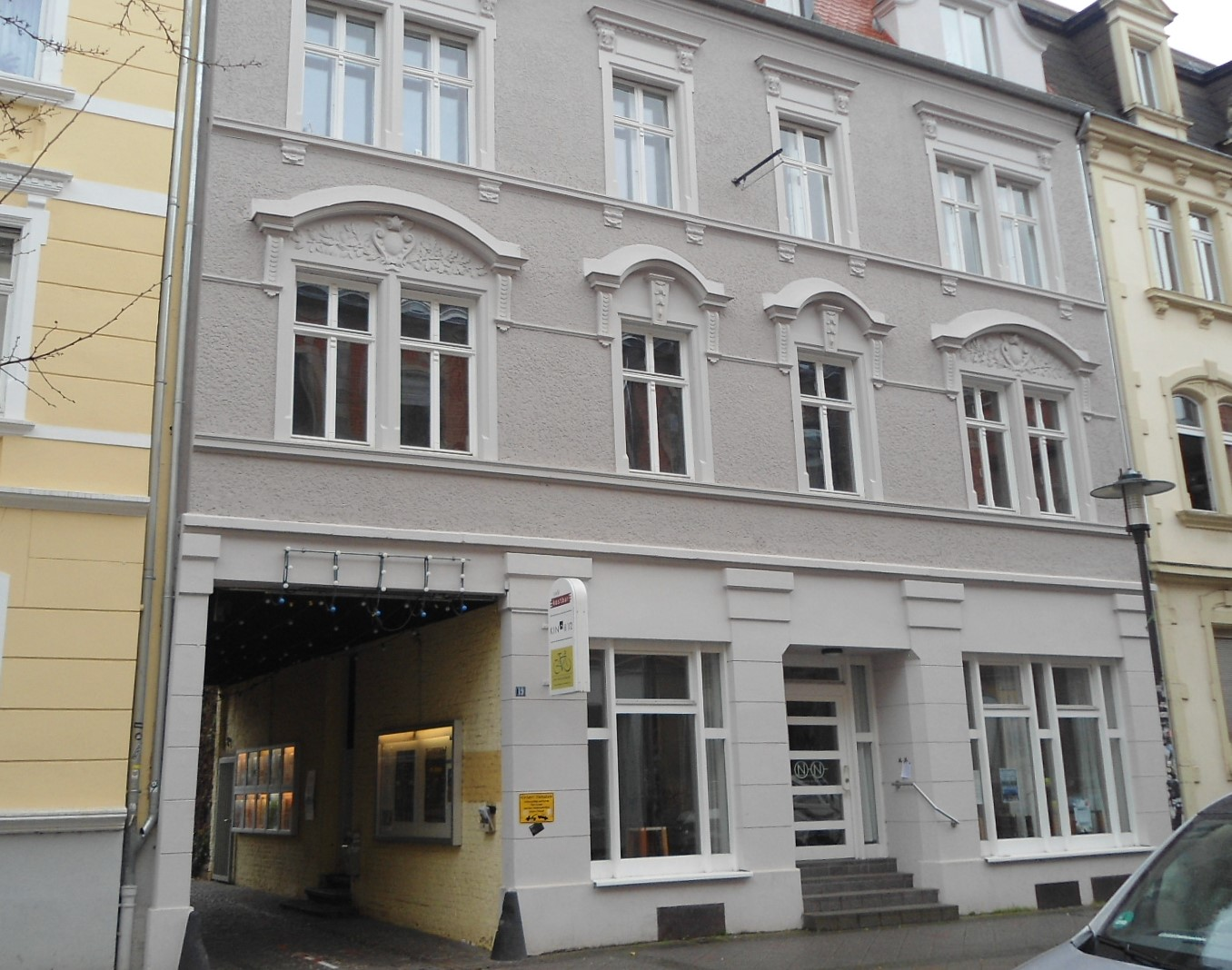
Vorderhaus

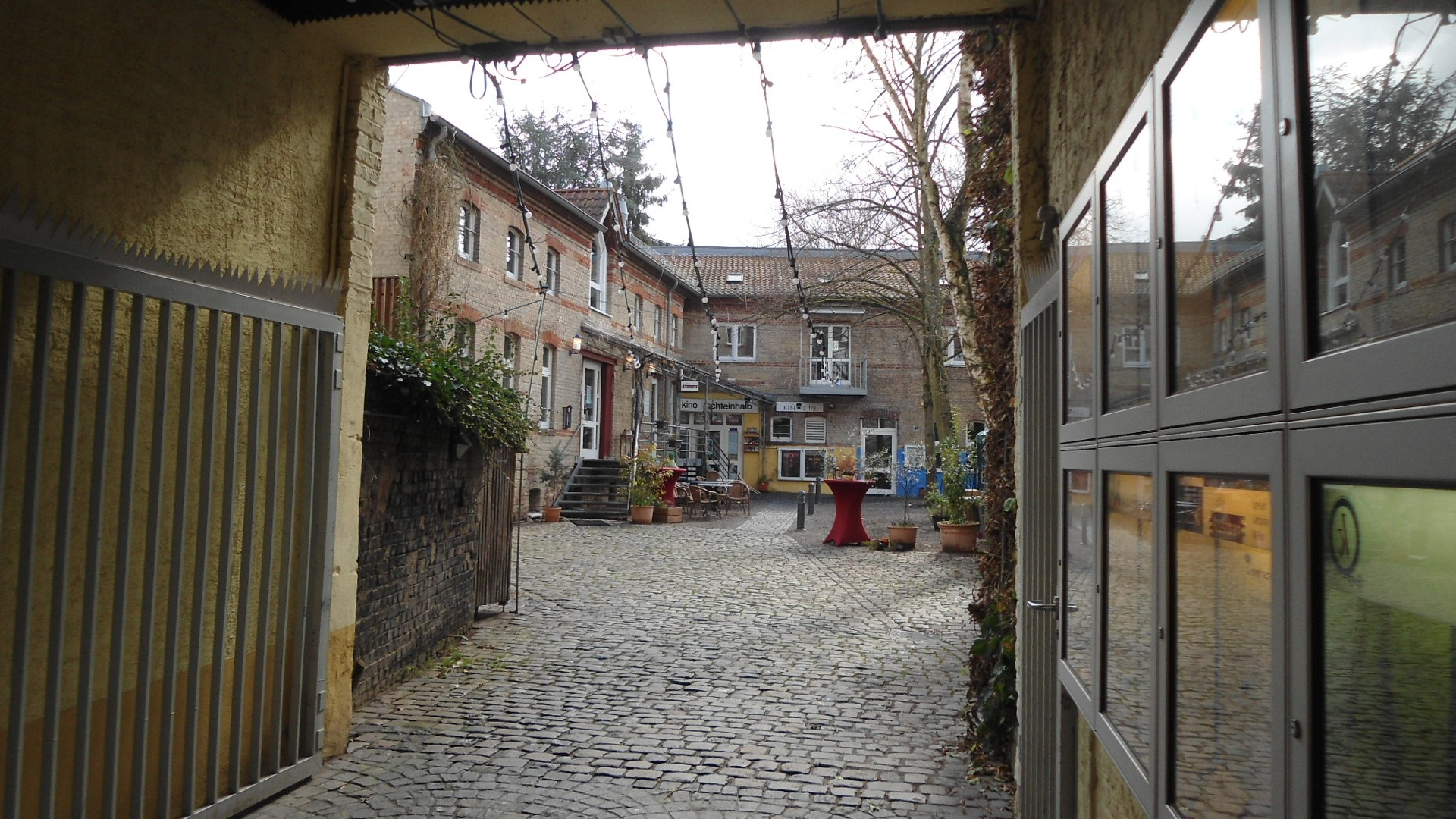
Kultur- und Werkhof

Nauwieser 19 ist ein Kultur- und Werkhof im Nauwieser Viertel in Saarbrücken-St. Johann. Das Vorderhaus steht als Ensemblebestandteil unter Denkmalschutz.
Das Gebäude in der Nauwieserstraße 19 wurde 1906 nach Plänen von Philipp Burgemeister als Wohn- und Geschäftshaus erbaut. Ende der 1980er Jahre gründete sich der Verein Nauwieser Neunzehn e. V., der den Altbau renovierte und 1990 den Kultur- und Werkhof eröffnete.
Die Mitglieder des Vereins sind Geschäftsleute, Handwerker und soziokulturelle Institutionen, die alle in und um den Kultur- und Werkhof angesiedelt sind. Einmal pro Woche treffen sich die ca. elf Vereinsmitglieder und fällen gemeinsam anstehende Entscheidungen. Im Werkhof finden kulturelle Veranstaltungen aller Art, wie Konzerte, Filmabende, Vorträge, Lesungen, Ausstellungen und Seminare statt.

## Kultur- und Werkhof
- Achteinhalb (Kino)
- Saarländisches Filmbüro
- Galerieraum N.N. Nauwieser Neunzehn
- Café Kostbar
- Büro Aids-Hilfe Saar
- Kunstatelier Tina Stein
- Fahrradladen
- Büro Frauennotruf Saar
- Figurentheater-Werkstatt gehstalten
- Musiktherapie-Studio Klangwerk
- Künstlerwerkstatt MMarcu
- Massage-Praxis